# Лутохин, Долмат Александрович
Лутохин Долмат Александрович (1884/85, Самарская губерния — декабрь 1941, Ленинград) — российский экономист, публицист, издатель журналов «Экономист» (1922), «Вестник литературы», альманаха «Утренники».

## Биография
Из дворян. Окончил Харьковский университет. В 1905—1906 гг. участник студенческого социал-демократического движения. 
Арестован в Петрограде 16 августа 1922 г. По постановлению Президиума ВЦИК от 21 августа 1922 г. подлежал высылке за границу. Выслан за границу вместе с семьей в феврале 1923 г. По данным ГПУ, в 1923 г. было депортировано за границу из Москвы, Петрограда и Украины 57 человек. 17 февраля «Preussen» взял на борт главного редактора журнала «Экономист» Д. А. Лутохина.
31 мая 1923 г. переехал из Берлина в Прагу. В Праге сотрудничал в газете «Огни», журналах «Воля России» и «Записки Института изучения России»; принимал участие в собраниях русской интеллигенции, получивших название «Збраславские пятницы».
В СССР вернулся из Чехословакии в 1927 г., работал старшим научным сотрудником ЦНИИ бумажной промышленности и на геофаке ЛГУ (1931-1932 гг). 
По постановлению Особого совещания при НКВД СССР от 14 марта 1935 г. выслан в Уфу сроком на 5 лет «как социально-опасный элемент» вместе с женой и внуком-школьником. Обращался в Помполит за ходатайством о выдаче паспорта, так как на работу его не брали, а внука не принимали в 8-й класс и в техникум. По ходатайству Горького постановлением того же органа высылка отменена 7 февраля 1936 г. , разрешено вернуться в Ленинград.
Умер в первую блокадную зиму, похоронен на Пискаревском кладбище.

### Адреса в Ленинграде
- ул. Салтыкова-Щедрина, д. 10, кв. 17.

## Сочинения
- Лутохин Д. А. Граф С. Ю. Витте как министр финансов. — Пг., 1915. — 40 с.
- Лутохин Д. Воспоминания о Розанове // Вестник литературы. 1921. № 4/5. С. 5—7
- Лутохин Д. Советская цензура: (По личным воспоминаниям) / Д.Лутохин // Архив русской революции. — Т.XII. — Берлин, 1923. — С. 157—166.
- Лутохин Д. А. Новые районы Карело-Финской ССР (географический очерк) // Природа. — 1940. — № 8. — С. 8—12.
- Лутохин Д. Горький в период 1923—1924 г. // Литературный Ленинград. 1940. № 11/12. С. 24-26.
- Лутохин Д. А. Зарубежные пастыри // Минувшее. Т. 22. СПб., 1997. С. 7-111.